# Vlasios Maras
Vlasios Maras (in greco Βλάσης Μάρας?; 31 marzo 1983) è un ginnasta greco, specializzato nella sbarra.

## Palmarès

### Mondiali
- 3 medaglie:
  - 2 ori (Gand 2001; Debrecen 2002)
  - 1 bronzo (Aarhus 2006)

### Europei
- 8 medaglie:
  - 5 ori (Patrasso 2002; Lubiana 2004; Volos 2006; Milano 2009; Birmingham 2010)
  - 1 argento (Losanna 2008)
  - 2 bronzi (Montpellier 2012; Montpellier 2015)

### Giochi europei
- 1 medaglia:
  - 1 argento (Baku 2015)